# Sörskogen
Sörskogen (po szwedzku południowe lasy) – szwedzki art-rockowy projekt, który Mikael Åkerfeldt (lider zespołu Opeth) i Dan Swanö założyli dla zabawy. Obaj artyści znani są ze swych szerokich zainteresowań muzycznych. Nazwa grupy pochodzi prawdopodobnie od miejscowości, gdzie Mikael grał próby ze swym pierwszym zespołem Eruption w późnych latach osiemdziesiątych. Inspirację dla Sörskogen stanowią progresywne zespoły z lat siedemdziesiątych takie jak Camel. Niewiele informacji zostało upublicznionych, prócz kilku wzmianek w wywiadach, jakich udzielił Mikael.
Tylko jeden utwór Mordet i Grottan (Morderstwo w jaskini) można odnaleźć w internecie (został upubliczniony za zgodą Mikaela), ale mówi się o jeszcze kilku nagranych utworach. Wokale w języku szwedzkim nagrał Åkerfeldt. Na perkusji, basie i klawiszach zagrał Dan Swanö, podczas gdy Mikael nagrał partie gitary. Jak wieści niosą, do tytułowego utworu nagrano teledysk, który wyreżyserował Fredrik Oderfjärd (znany z pracy przy klipach Opeth). Nie został on jednak nigdy zaprezentowany.
Pomimo obiecującego materiału wyprodukowanego w bardzo profesjonalny sposób, Mikael nigdy nie zdecydował się, by oficjalnie go wydać. Niektóre pomysły z Mordet i Grottan (partie chóru) Mikael wykorzystał później w utworze To Rid the Disease, który ukazał się na albumie Damnation Opeth.
Krążą plotki, iż istnieją jeszcze trzy zarejestrowane kawałki: Stupet (Stromy Kamień), Den första Maj (Pierwszy Maja) i Byan (Wioska).

## Skład
- Mikael Åkerfeldt – śpiew, gitara
- Dan Swanö – perkusja, gitara basowa, keyboard